# Histoire des sciences médicales
Histoire des sciences médicales est une revue scientifique française, fondée en 1967, qui traite d'histoire de la médecine et d'histoire des sciences. 
C'est l'organe de la Société française d'histoire de la médecine.